# Cyril Astruc
Pour les articles homonymes, voir Astruc.
Cyril Astruc, né le 3 mai 1973 à Mantes-la-Jolie, alias Alex Khann, est un homme d'affaires, assureur et  escroc franco-israélien.
Impliqué dans différentes affaires en France et en Angleterre, il est condamné à 3 ans de prison en 2003 avant de prendre la fuite.
Connu pour son rôle majeur dans la fraude à la TVA sur les quotas de carbone en 2008, il est  soupconné d'avoir détourné plus de 100 millions d'euros.
Recherché par la justice francaise et par Interpol (notice rouge), il vit entre Israël et les Etats-Unis avant son arrestation en 2014. Le procès en première instance a lieu en 2017, il comparaît libre et disparaît avant le prononcé de sa condamnation confirmée en appel. Un mandat d'arrêt international court depuis.

## Biographie

### Origines et études
Ses parents originaires de Constantine, sont des rapatriés d'Algérie de religion juive qui s'installent en 1962 à Mantes-la-Ville, une banlieue populaire des Yvelines, une tante y vivant déjà. Sa mère est institutrice et son père possède un petit atelier de tailleur, étant en parallèle conseiller municipal socialiste. Il a deux sœurs aînées. Bon élève, il traîne cependant avec des caïds des cités voisines, ce qui pousse ses parents à l'inscrire au lycée privé Maïmonide Rambam de Boulogne-Billancourt (1988-1991), où il découvre un monde plus aisé. Il se fait un peu d'argent en dealant du cannabis. Il obtient un bac B, étudie dans une école de communication et commence à travailler dans le secteur des assurances,.

### Carrière professionnelle

#### Assureur
D'abord simple agent à Champigny à partir de 1994, il évolue professionnellement rapidement, se spécialisant dans les complémentaires santé et monte son propre cabinet à Paris à l'âge de 22 ans, se mariant la même année.
Dès la fin des années 1990, il commence à compter des personnalités sulfureuses parmi ses clients, riches marchands du Sentier et anciens de la French Connection. Il les fréquente en dehors du travail et part en vacances avec eux à Courchevel et Saint-Tropez. Cela lui vaut d'être interpellé en février 2001, suspecté d'avoir fourni de faux documents, notamment des cartes d'assurance vierges. À 28 ans, il est incarcéré six semaines à la prison de la Santé et perd son cabinet d'assurance. Il est condamné à trois ans de prison mais fait appel. Il déclare a posteriori avoir alors tout perdu mais que cela l'a motivé pour rebondir et se venger.

#### Premières escroqueries à la TVA
Entre 2002 et 2003, il effectue des escroqueries à la TVA, vendant des dizaines de fois la même cargaison (voitures, téléphones, microprocesseurs, etc.) entre la France et l'étranger, gardant le montant de la taxe au passage : « Je ne me voyais pas fourguer des fausses pubs pour voler des artisans ou des petits entrepreneurs. J'aurais trouvé ça immoral. Avec la [TVA], j'avais l'impression de ne pas faire de victimes ; on ne volait que l'État ». Il met en relation des escrocs en col blanc et des voyous de banlieue. Après la mort d'un des contacts et une affaire qui rate, il devient gérant de paille pour l'une des sociétés-écrans servant à détourner la TVA. Il en profite pour apprendre tous les ressorts de l'escroquerie et commence à monter un business en parallèle entre Londres et Dubaï avec l'aide d'un Indien. Il mène grand train, s'habille dans des tenues flamboyantes et fréquente l'humoriste Gad Elmaleh.

#### Exil en Israël et aux États-Unis
Mais voyant ses commanditaires jalouser son entreprise outre-Manche et craignant que sa première condamnation judiciaire devienne effective, il s'exile avec sa femme et ses enfants en 2003 à Eilat (Israël). Comme la loi israélienne les y autorise, le couple change alors d'identité : Cyril et Valérie Astruc deviennent Alex et Yaël Khann. Il ouvre une boîte de nuit sur une plage, le X-site, tout en continuant à mener ses affaires au Royaume-Uni par téléphone. Il reçoit pourtant la visite de ses anciens commanditaires parisiens qui le menacent. Il entre alors en relation avec l'organisation d'Amir Mulner, l'un des parrains les plus puissants de la mafia israélienne, et ils deviennent amis. Les menaces cessent mais il commence à intéresser la police israélienne, qui enquête sur Amir Mulner et l'interroge durant plusieurs heures dans un commissariat.
Ces nouvelles déconvenues le poussent à partir. En 2005, il déménage à Los Angeles avec sa famille dans l'ancienne villa de Charlie Chaplin, menant une vie mondaine et poursuivant toujours son travail avec l'Indien de Londres. Il gagne alors jusqu'à 600 000 € par jour, déclare-t-il. En juin 2005, la police américaine débarque chez lui, son nom apparaissant dans une affaire d'extorsion de fonds en Suisse, un juge californien ayant accepté la requête d'un tribunal du canton de Vaud. Il est incarcéré trois mois puis extradé à Neuchâtel, écroué à Lausanne (2006) puis livré à la justice française. Il passe de la maison d'arrêt de Bonneville (Haute-Savoie) à la prison de Fresnes, où il reste dix mois.
À sa sortie en 2007, il rejoint Israël, près de Tel-Aviv, où sa famille est retournée en son absence. Ils vivent de nouveau dans une somptueuse villa. À partir de 2008, Cyril Astruc commence à fréquenter des oligarques russes, comme Michael Cherney (en) et Boris Berezovsky, alors en disgrâce à Moscou et qu'il invite dans une boîte de nuit qu'il possède, le Byblos. Il acquiert également trois boutiques de vêtements sur la prestigieuse place Kikar Hamédina, devenant l’importateur exclusif des marques Brioni, Tom Ford et Zilli, fonde une écurie privée avec une trentaine de pur-sang et essaie d'appliquer le système des droits à polluer dans un mécanisme financier qu'il crée, centré sur la protection des forêts avec l'Afrique, ce qu'il considère être une « arnaque légale » mais qui finalement échoue, perdant 300 000 € de faux frais dans l'aventure.

#### Fraude à la TVA sur les quotas carbone
Entre novembre 2008 et juin 2009 a lieu la fraude à la TVA sur les quotas de carbone, lors de laquelle des escrocs profitent de dispositions réglementaires permettant à des entreprises d'échanger des « crédits à polluer » (celles polluant moins qu'un certain taux pouvant les revendre à d'autres), notamment en trichant de pays en pays avec la TVA, ce qui aurait coûté 1,6 milliard d'euros à la France et 6 milliards à l'Union européenne. Cyril Astruc est alors soupçonné d'y avoir participé, un rapport d'enquête de 2012 le qualifiant même de « légende vivante » de l'arnaque. Il est en parallèle soupçonné d'avoir profité du réseau de corruption autour du commissaire Michel Neyret.
Après un accrochage avec sa Ferrari en novembre 2012, il passe deux mois et demi en prison. Cyril Astruc considère qu'il s'agissait d'un prétexte trouvé par la police israélienne pour qu'il lâche son ami Amir Mulner. Le 1er octobre 2013, il est perquisitionné par la police israélienne.
En janvier 2014, il décide de se rendre en France afin de s'expliquer auprès des autorités judiciaires sur la fraude concernant la TVA carbone et est immédiatement écroué puis incarcéré pendant quinze mois en détention provisoire (dont trois mois en quartier d'isolement) à la prison de Fresnes, au bout desquels il est remis en liberté sous contrôle judiciaire. Il travaille ensuite comme directeur de la communication pour une association d'aide aux jeunes autistes. Il ne se présente cependant pas à l'audience de son procès en 2017, quand la police vient le chercher à son domicile – un grand appartement parisien des immeubles Walter – il a disparu et n'a pas été retrouvé depuis.
En 2019, Cyril Astruc est condamné à dix ans de prison et un million d'euros d'amende par la cour d'appel de Paris, qui a maintenu un mandat d'arrêt contre lui,.

## Fiction
- 2023 : D'argent et de sang de Xavier Giannoli, Le personnage d'Anton Zagury, inspiré de Cyril Astruc, est joué par Yvan Attal

### Vidéo
- Donald Walther, « Quotas carbone : comprendre la fraude fiscale qui a coûté 1,6 milliard d’euros à l’Etat » [vidéo], sur LeMonde.fr, 1er juin 2017

### Documentaire
- Le prince du carbone, documentaire de Martin Boudot, premier épisode de la série Planet killers, France, 2022, 48 min, diffusé sur France 5 en 2023.